# Grodziszów
Grodziszów – wieś w Polsce położona w województwie dolnośląskim, w powiecie wrocławskim, w gminie Siechnice.
W latach 1975–1998 miejscowość administracyjnie należała do województwa wrocławskiego.